# Slavín
Slavín a szovjet katonák emlékműve és Pozsony egyetlen működő háborús temetője.
A temető 1957 és 1960 között épült, az ünnepélyes átadásra a város Vörös Hadsereg általi elfoglalásának 15. évfordulója alkalmából, 1960. április 3-án került sor. A komplexum  tervezője Ján Svetlík szlovák szobrász és építész volt. 1962-ben Slavínt Csehszlovákia nemzeti kulturális műemlékévé nyilvánították.
Hat tömegsírba és 278 egyéni sírba temették el a Vörös Hadsereg 6845 katonáját, akik a második világháború idején, 1945 áprilisában vesztették életüket a városért és Nyugat-Szlovákiáért vívott harcokban.

## Helyszín
Slavín a Kis-Kárpátok lábánál található, és Pozsony egyik turisztikai látványossága. Elhelyezkedéséből adódóan kedvelt kilátó is, hiszen teraszáról gyönyörű kilátás nyílik egész Pozsonyra.
Ján Svetlík terve egy vállalkozói és művészcsoport együttműködésével jött létre: Bártfay Tibor, Jozef Kostka, Rudolf Pribiš, Ján Kulich, Ladislav Snopek, Alexander Trizuljak, Juraj Kren és Dezider Casti közreműködésével.
A teljes terv figyelembe vette az elesett katonák meglévő sírjait. Az uralkodó obeliszkhez közeledve, hatalmas lépcsőfokok vonzzák a figyelmet, a sírok sorait saját emlékmű díszíti. Ez fokozza a központi főemlékmű hatását. A teljes komplexum tengelye úgy van beállítva, hogy közvetlenül mögötte Pozsonyra nyílik a panoráma.

## Az emlékmű
Az emlékmű központi része egy díszterem (ravatalozó), melynek eleme egy 39,5 m magas, obeliszk alakú szobor. Tetején Alexander Trizuljak szlovák szobrász szobra áll, amely egy zászlót kitűző szovjet katonát ábrázol.
A díszterem márvánnyal bélelt kazettás bejárati ajtaját kívülről Rudolf Pribiš bronz domborművei díszítik, felidézve a második világháború viszontagságait. A csarnok falain a szlovák városok nevei és a Vörös Hadsereg általi elfoglalásuk dátumai vannak vésve. Ezenkívül a falon egy sírfelirat is található, amely a következőképpen szól:
Ty, ktorý vchádzaš sem odožen bôľ a súcit

nech kropky tvojich sĺz nezvonia o mohyly

za hrdosť človeka za život ľudstva súci

za tvoju jasnú tvár my smrť sme podstúpili,
Te, aki a fájdalomtól és az együttérzéstől félve lépsz be ide,

ne hagyd, hogy könnyeid cseppjei a halmokon csengjenek,

az emberi büszkeségért, az emberek méltó életéért,

ragyogó arcodért haltunk meg.
A főemlékmű környéke tele van a 20. század számos szlovák szobrászának: Ladislav Snopek, Bártfay Tibor, Ján Kulich, Jozef Kostek és Ján Svetlík alkotásaival.
A komplexum 10 000 négyzetméteres, területén Ján Kulich Po boji (Harc után), Bártfay Tibor Nad hrobom spolubojovníka (A harcostárs sírjánál), Súsošie vďaky (A hála szobra) szobrai találhatók.) Jozef Kostka alkotása, a temető bejáratánál pedig Ladislav Snopek Prísaha na bojovú zástavu (Fogadalom) emlékműve áll.
Slavín az a hely, ahol a szocialista Csehszlovákiába látogatva minden külföldi delegációnak illett meglátogatnia, hogy tisztelegjen az elesettek előtt. Manapság Slavínt gyakran nem hivatalosan, de többnyire a volt Szovjetunió országaiból látogatják.

## Jelentős események
- 2005-ben Slavínt meglátogatta Vlagyimir Putyin orosz elnök[1] szlovákiai látogatása alkalmából George Bushsal folytatott találkozó keretében, majd öt évvel később utódja, Dmitrij Medvegyev[2] is a temetőben tartózkodott.
- Április 4-én, Pozsony Vörös Hadsereg általi elfoglalásának évfordulóján itt kerül sor a szovjet katonák emlékének szentelt megemlékezésre. Az ünnepségen hagyományosan Szlovákia elnöke is részt vesz.
- Szergej Lavrov orosz külügyminiszter 2015-ben, Pozsony felszabadításának 70. évfordulóján járt a komplexumban.

## Képgaléria

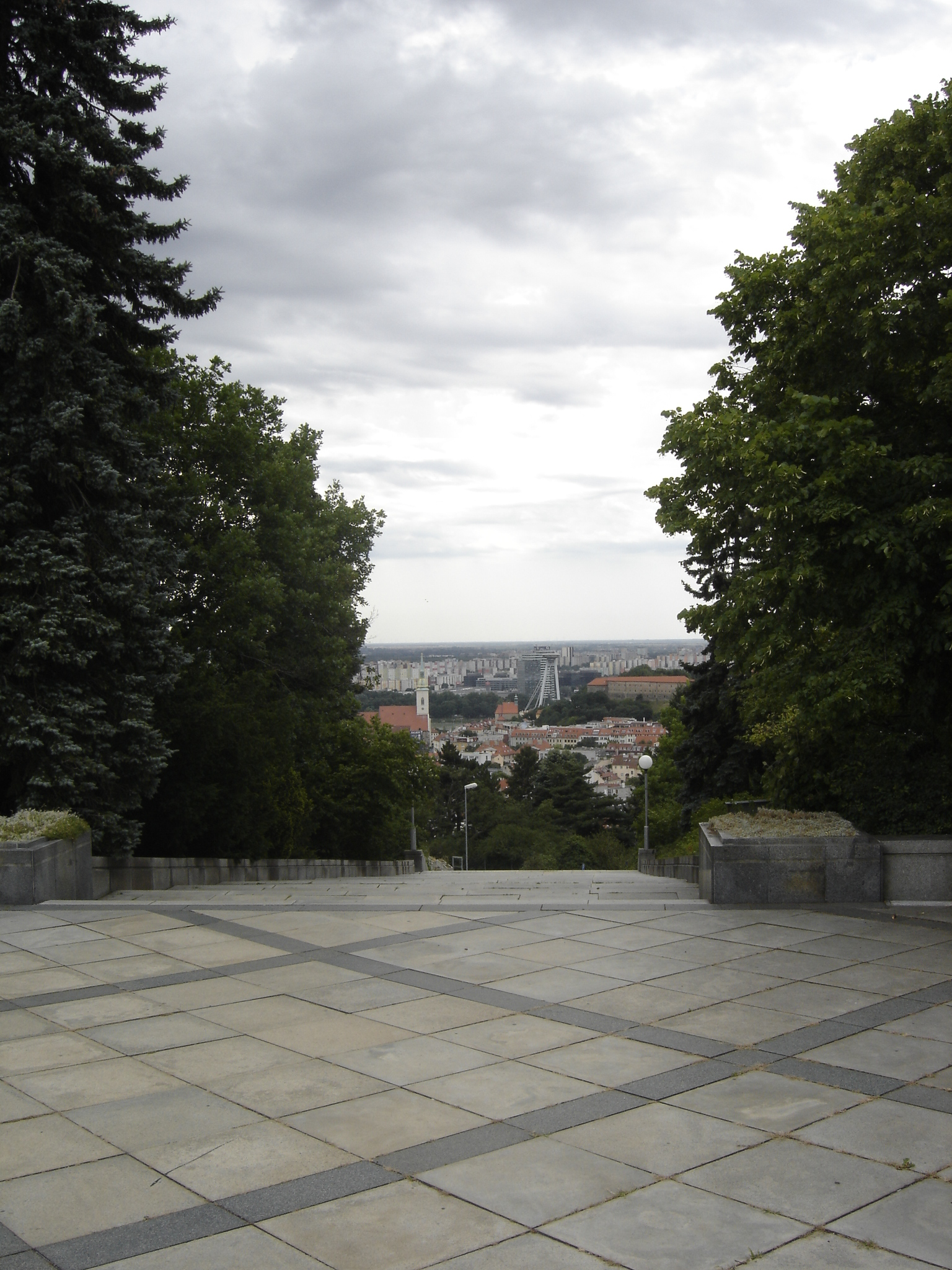
Kilátás Pozsonyra
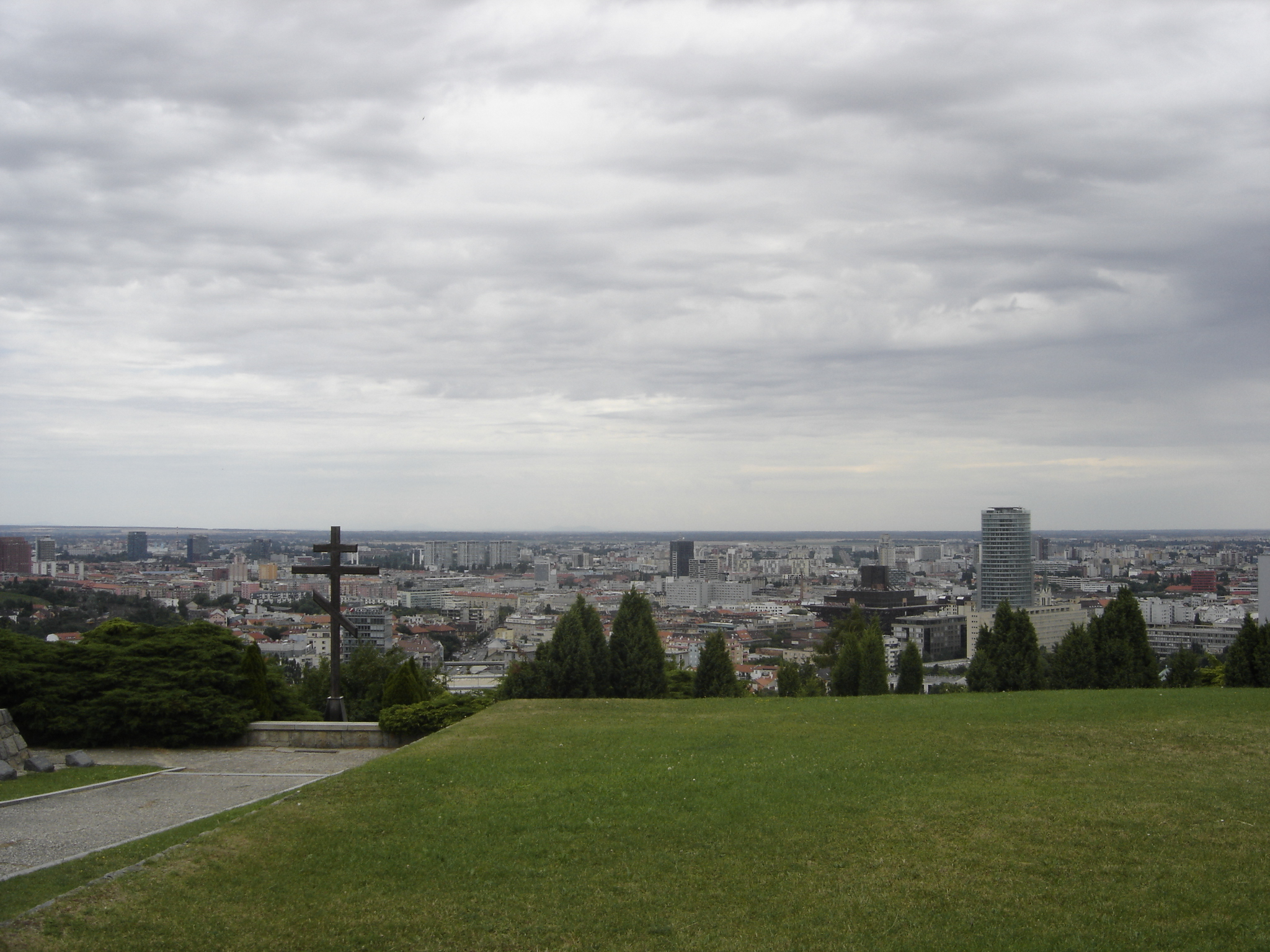
Kilátás Pozsonyra
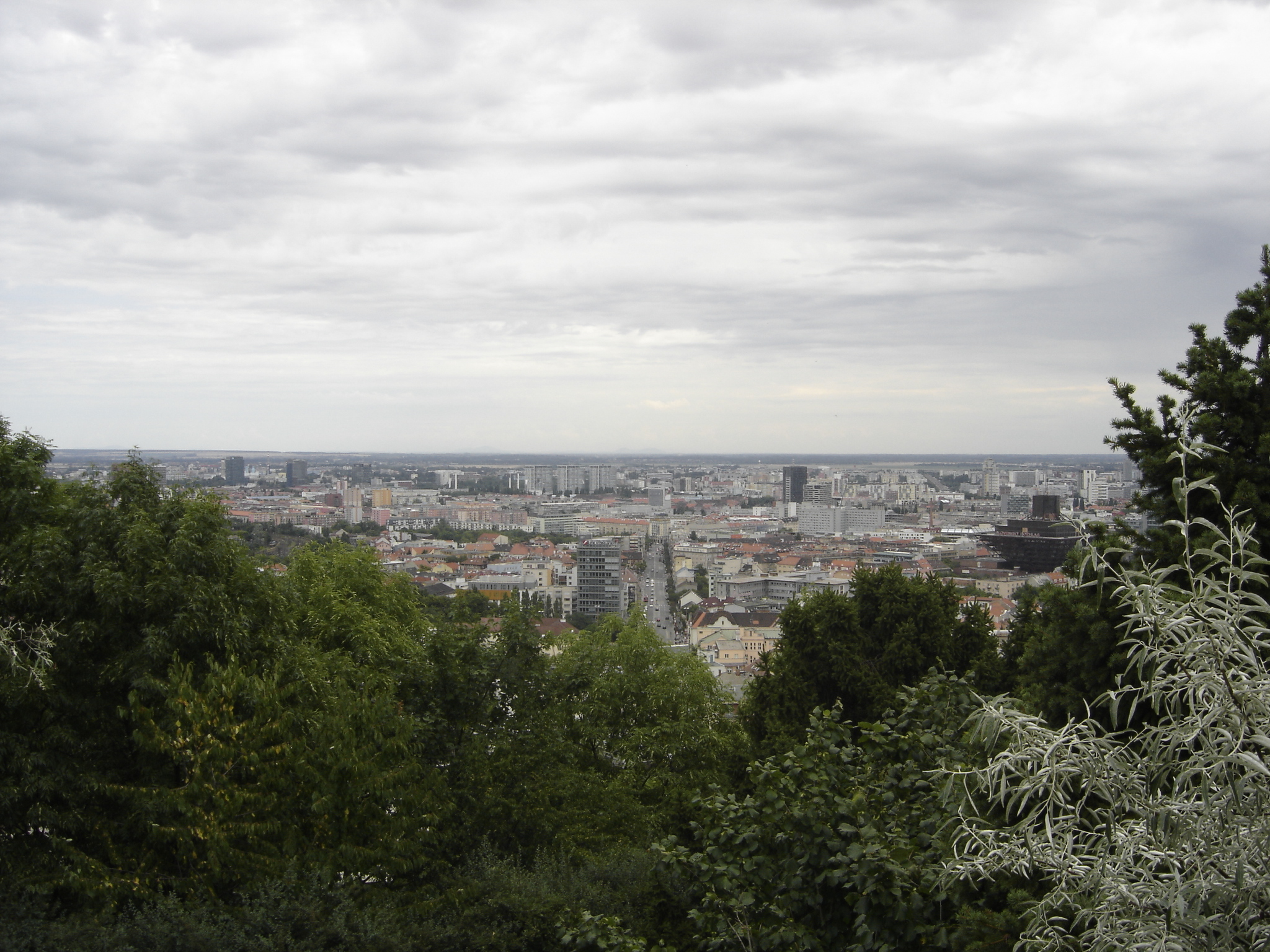
Kilátás Pozsonyra
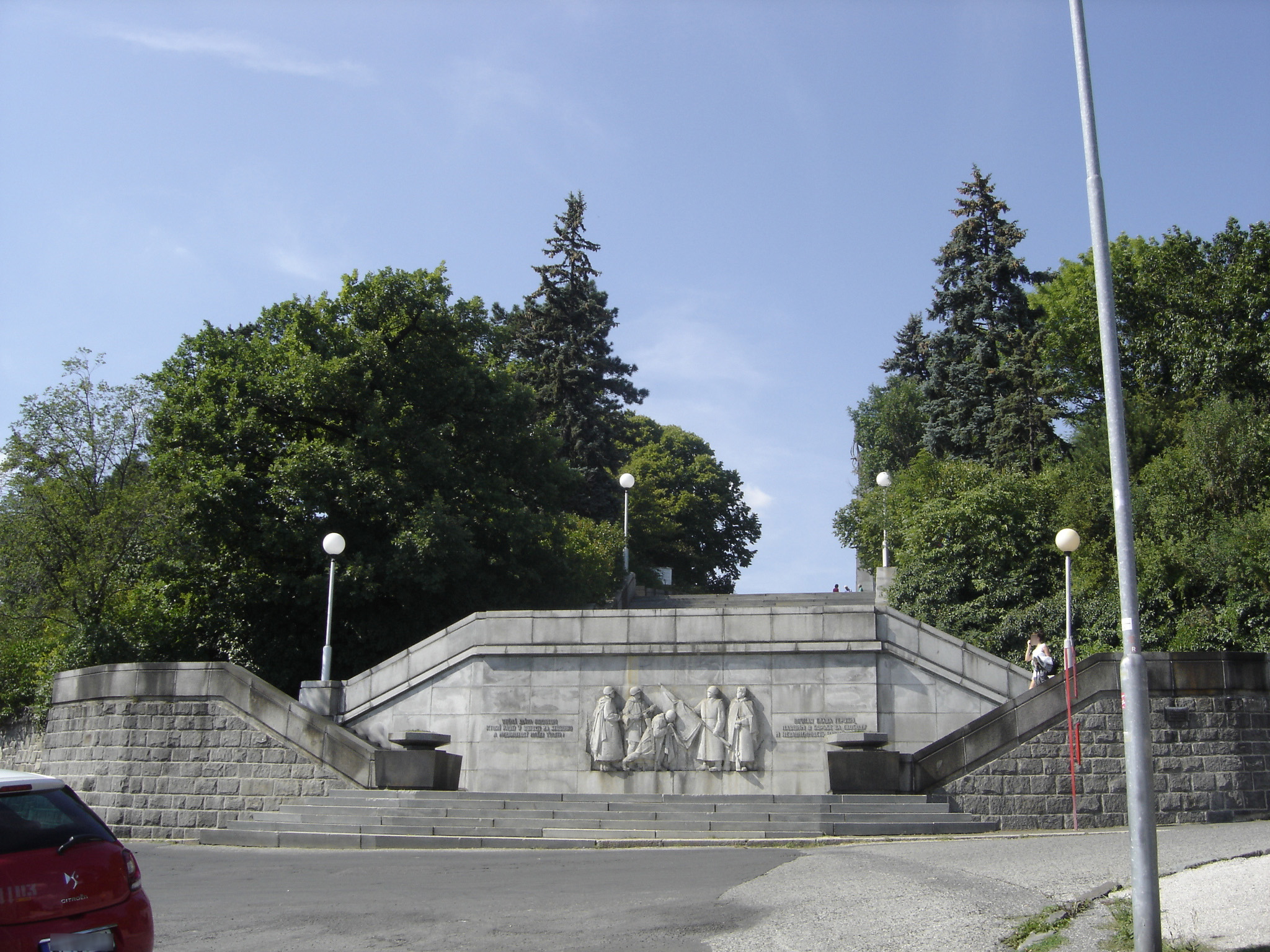
Bejárat a Na Slavíne/Mišíkova utca felől
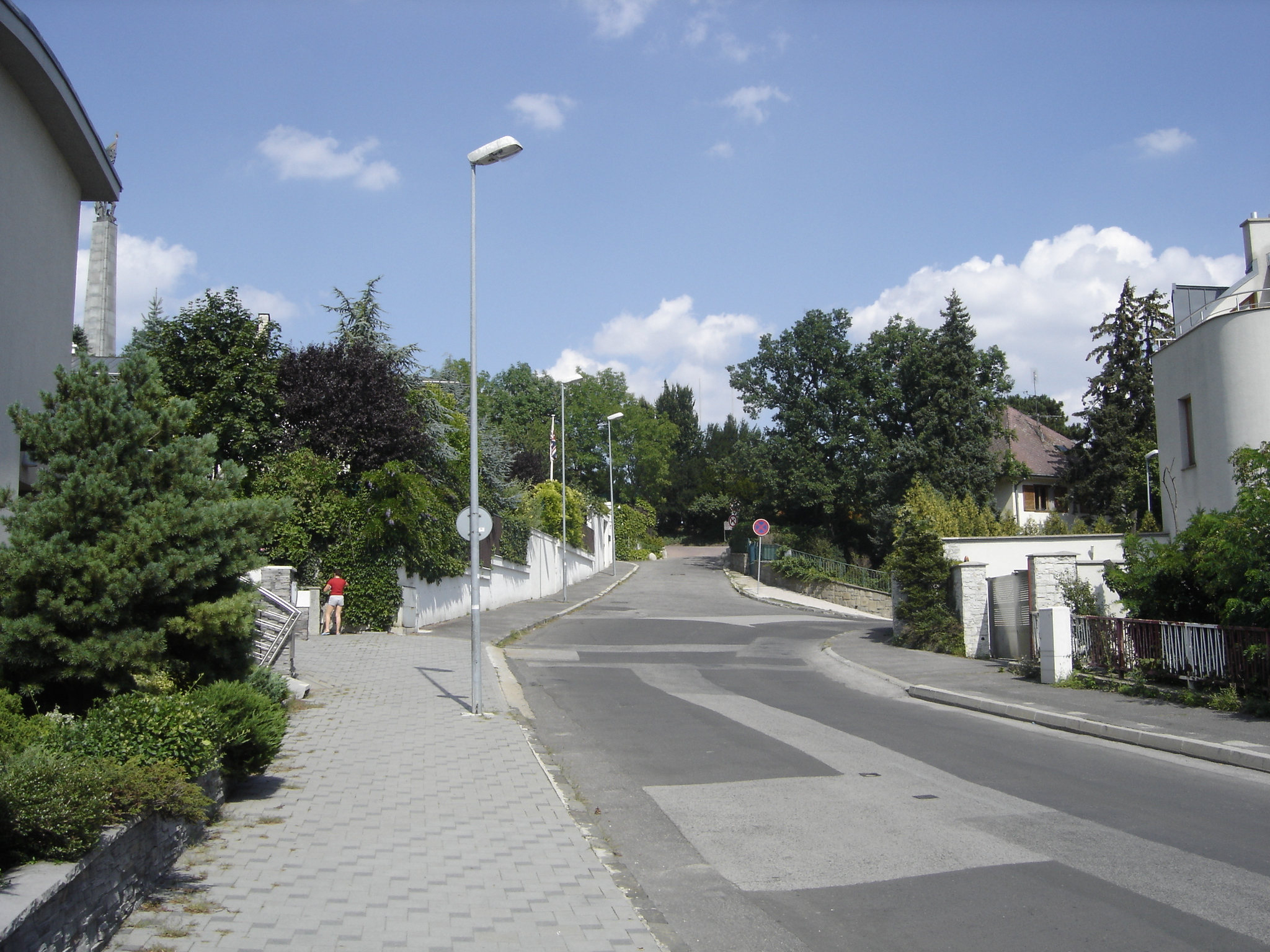
Bejárat a Stará vinárska utcából
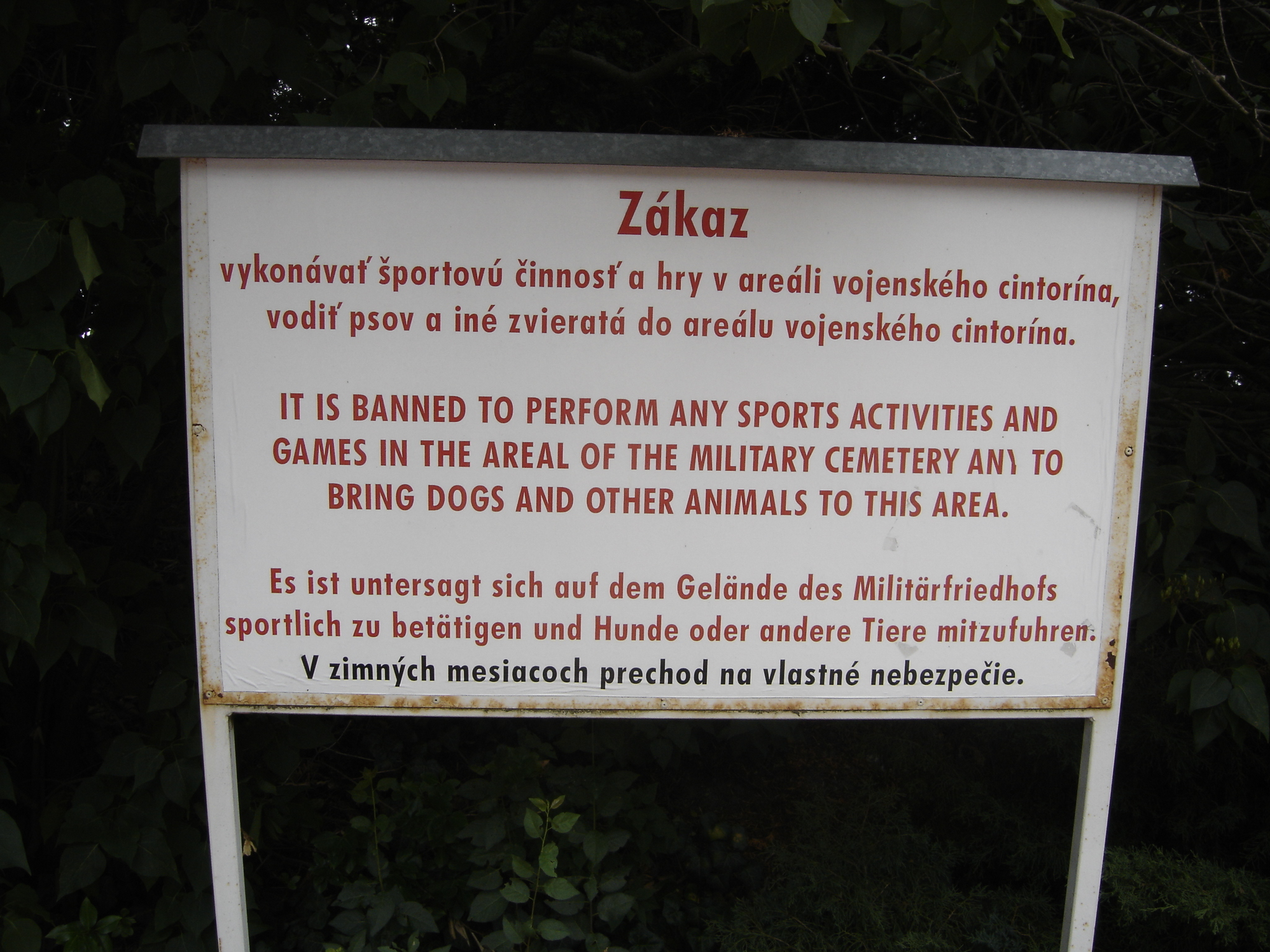
Értesítés a látogatók számára 3 nyelven
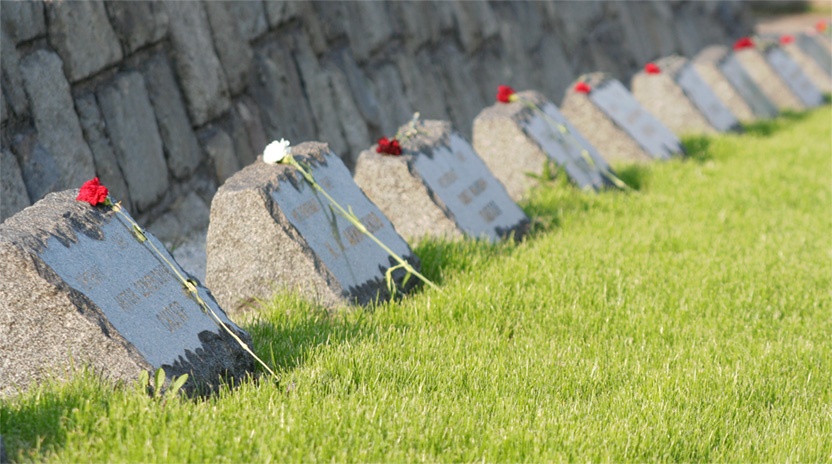
Virágok a szovjet katonák sírjain
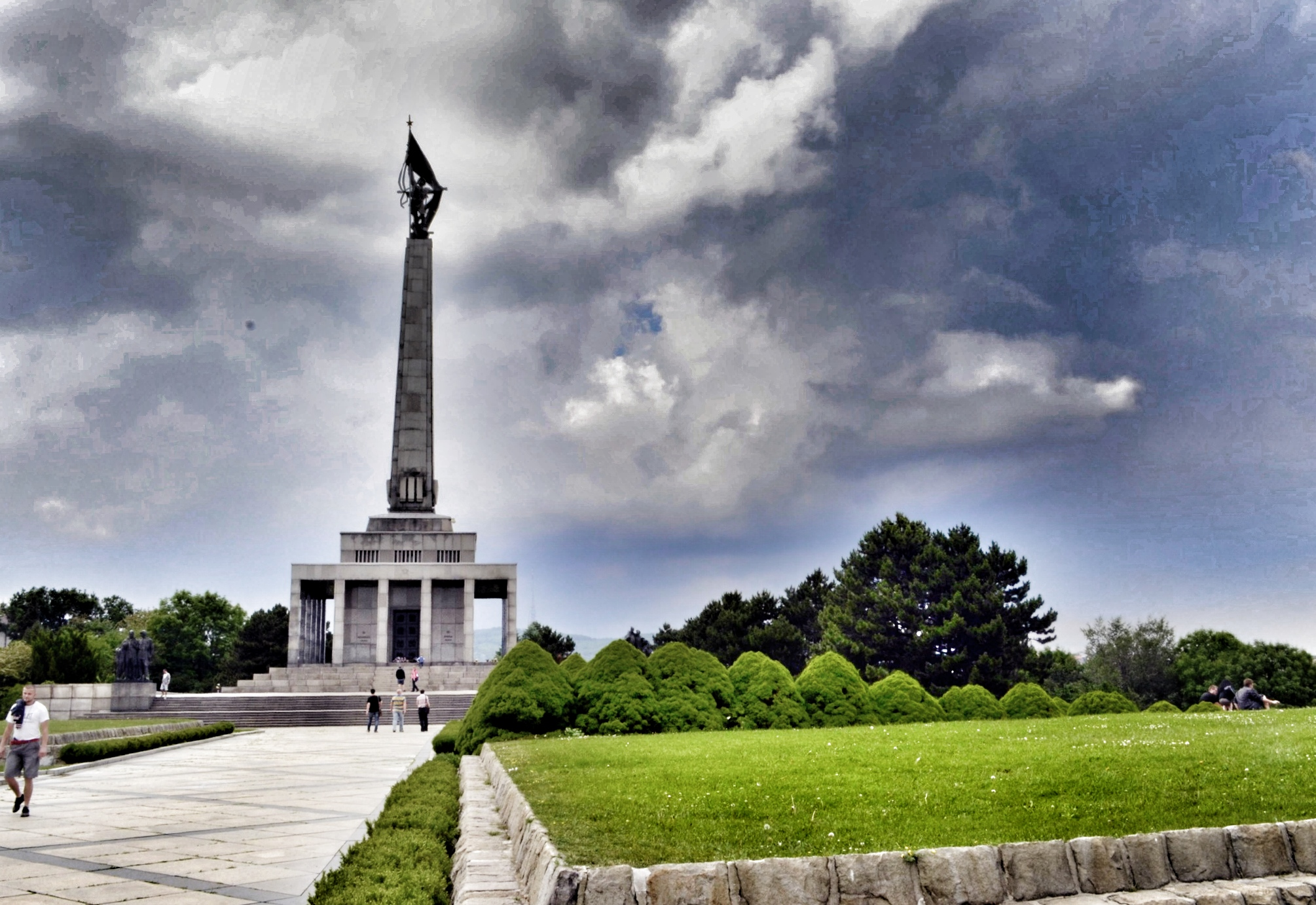
A Slavín emlékmű 2012-ben
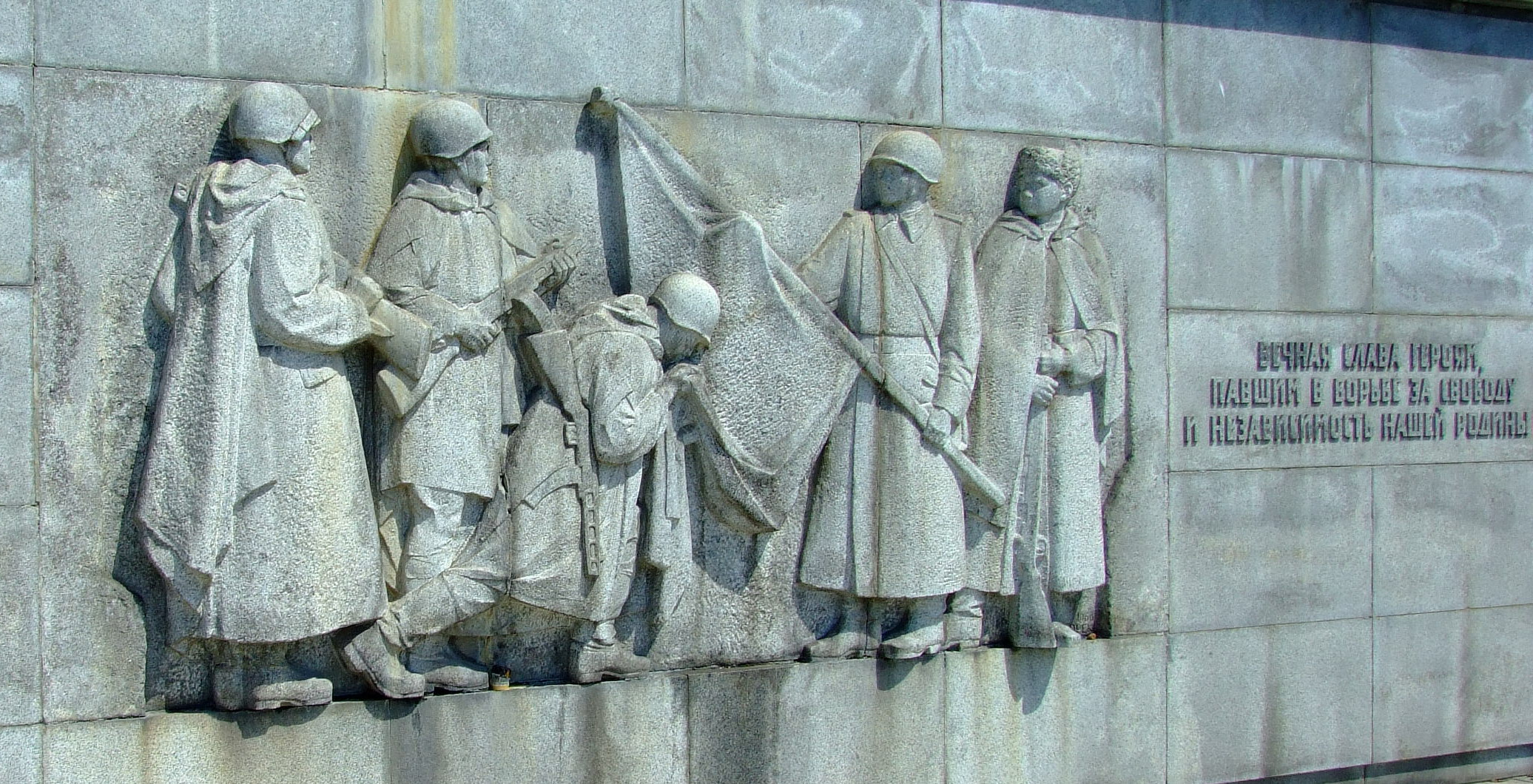
A szovjet katonák segítségnyújtása
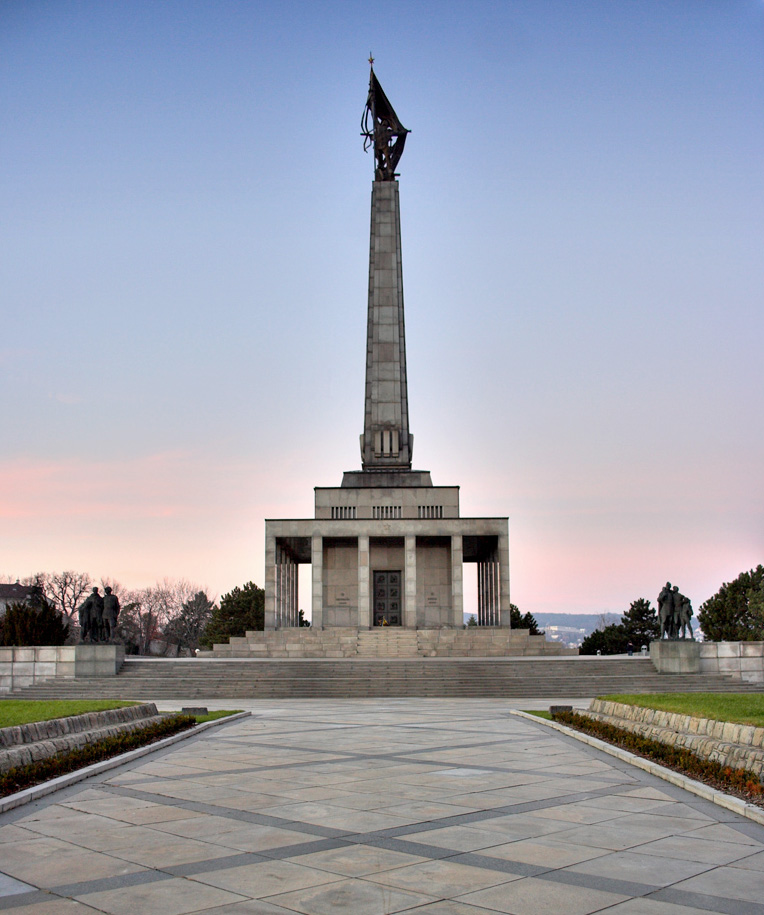
Kilátás az emlékműre

## Fordítás
- Ez a szócikk részben vagy egészben  a   Slavín című lengyel Wikipédia-szócikk ezen változatának fordításán alapul.  Az eredeti cikk szerkesztőit annak laptörténete sorolja fel. Ez a jelzés csupán a megfogalmazás eredetét és a szerzői jogokat jelzi, nem szolgál a cikkben szereplő információk forrásmegjelöléseként.